# へんなの!!
「へんなの!!／思い出を思い出さないように」（へんなの/おもいでをおもいださないように）は、南野陽子の18枚目のシングル。1990年7月1日にCBS・ソニーからリリースされた。

## 概要
シングル3か月連続リリースの第2弾で、声色を変えて挑んだ異色作。
ミュージック・ビデオはタイでのロケーションが行われ、南野が大胆なキャラに扮する姿が話題となった。
アルバム『Gather』収録の「へんなの!!（Gather Version）」や、ボーカルテイクが異なる「NANNO Singles II」収録ヴァージョンが存在する。

## 収録曲
1. へんなの!!
作詞: 谷穂ちろる／作曲・編曲: 柴矢俊彦
2. 思い出を思い出さないように
作詞: 小倉めぐみ／作曲・編曲: 重久義明

## 収録アルバム
- Gather（#2）
- NANNO Singles II（#8）
- Dear my Best
- GOLDEN J-POP/THE BEST 南野陽子
- GOLDEN☆BEST 南野陽子 ナンノ・シングルズ3 + マイ・フェイバリット（#3）
- ゴールデン☆アイドル 南野陽子 30th Anniversary